# 146° westerlengte
146° westerlengte is een lengtegraad, onderdeel van geografische positieaanduiding in bolcoördinaten. De lijn loopt vanaf de Noordpool naar de Noordelijke IJszee, Noord-Amerika, de Grote Oceaan, de Zuidelijke Oceaan en Antarctica naar de Zuidpool.
De meridiaan 145° westerlengte vormt een grootcirkel met de meridiaan 34° oosterlengte. De meridiaanlijn begint bij de Noordpool en eindigt bij de Zuidpool. De meridiaan 146° westerlengte gaat door de volgende landen, gebieden of zeeën. 
| Land, gebied of zee | Nauwkeurigere gegevens                                   |
| ------------------- | -------------------------------------------------------- |
| Noordelijke IJszee  |                                                          |
| Beaufortzee         |                                                          |
| Verenigde Staten    | Alaska - Flaxman Island, het vasteland en Hawkins Island |
| Grote Oceaan        |                                                          |
| Frans-Polynesië     | Manihi                                                   |
| Grote Oceaan        |                                                          |
| Frans-Polynesië     | Toau                                                     |
| Grote Oceaan        |                                                          |
| Zuidelijke Oceaan   |                                                          |
| Antarctica          | Niet-toegeëigend gebied in Antarctica                    |